# Taylor Russell
Taylor Russell   (Vancouver, 18 de juliol de 1994) és una actriu canadenca. És coneguda per protagonitzar la sèrie Lost in Space i les pel·lícules Escape Room i Waves.

## Vida i carrera
Va néixer a Vancouver, a la Colúmbia britànica, i es va criar a Toronto, Ontario.
Interpreta el paper de Judy Robinson a la sèrie de Netflix Lost in Space, un remake de la sèrie televisiva original de 1965 del mateix nom.
L'any 2019, va co-protagonitzar el thriller psicològic Escape Room. El mateix any va protagonitzar la pel·lícula Waves. El gener de 2020 li van concedir el Virtuoso Award al Festival Internacional de Cinema de Santa Bàrbara per la seva actuació en aquesta pel·lícula.

## Filmografia

### Pel·lícules
| Any  | Títol                           | Paper          | Notes                         |
| ---- | ------------------------------- | -------------- | ----------------------------- |
| 2013 | If I Had Wings                  | Julie          | com a Taylor Russell Mckenzie |
| 2015 | Suspension                      | Carrie         |                               |
| 2018 | Down a Dark Hall                | Ashley         |                               |
| 2018 | Hot Air                         | Tess           |                               |
| 2019 | Escape Room                     | Zoey Davis     |                               |
| 2019 | Waves                           | Emily Williams |                               |
| 2020 | Words on Bathroom Walls         | Maya Arnez     |                               |
| 2021 | Escape Room 2                   | Zoey Davis     | Post-producció                |
| TBA  | Dr. Bird's Advice for Sad Poets | Sophie         | Post-producció                |
| 2022 | Bones and All                   | Maren          |                               |

### Televisió
| Any          | Títol                                    | Paper           | Notes                                                                                                |
| ------------ | ---------------------------------------- | --------------- | --- |
| 2012         | Emily Owens, M.D.                        | Noia dolenta #1 | Episodi: "Emily and... the Outbreak"; com a Taylor Mckenzie                                          |
| 2013         | Blink                                    | Jessica         | Pilot televisiu no adquirit                                                                          |
| 2014         | The Unauthorized Saved by the Bell Story | LarkVoorhies    | Pel·lícula televisiva; com a Taylor Russell Mckenzie                                                 |
| 2014         | Pants on Fire                            | Jennifer        | Pel·lícula televisiva                                                                                |
| 2015         | Strange Empire                           | Cassie          | Personatge recurrent, 2 episodis                                                                     |
| 2015         | Falling Skies                            | Evelyn          | Personatge recurrent, 5 episodis                                                                     |
| 2016         | Dead of Summer                           | Laura           | Episodi: "How to Stay Alive in the Woods"                                                            |
| 2017         | Sea Change                               | CeCe            | Pel·lícula televisiva                                                                                |
| 2018–present | Lost in Space                            | Judy Robinson   | Protagonista, nominada al Premi Saturn a la millor actriu secundària en emissió per streaming (2019) |